# Anders Tungelfeldt
Anders Tungelfeldt, född 17 mars 1681 i Stockholm, död 16 mars 1751, var en svensk militär och landshövding.

## Bana
Tungelfelt blev volontär vid Livgardet 1700, underofficer 1701 och premiärlöjtnant vid Gustaf Adolf Taubes dragoner 21 november 1704, kapten 23 juni 1707.
Tungelfelt togs som fånge vid Poltava 1709, men frigjorde sig efter några månader. Vid slaget vid Helsingborg 1710 gjorde han generaladjutants tjänst. Han blev livdrabant 14 oktober 1718 och korpral vid livdrabantkåren 22 juni 1719.
Den 27 maj 1723 blev han överstelöjtnant i armén och i början av 1730-talet kvartermästare vid livdrabantkåren. Han blev andrelöjtnant i mars 1735 och överste för Bohusläns dragonregemente 21 maj 1740.
Tungelfelt blev landshövding i Jönköpings län i december 1746

## Utmärkelser
Tungelfelt tillerkändes generalmajors namn, heder och värdighet 1 september 1747.
Han blev riddare av Svärdsorden 26 september 1748 och kommendör av samma orden 7 november samma år.

## Familj
Anders Tungelfelt var son till häradshövdingen Nils Tungelfelt och Maria Schrickel.
Han gifte sig med Christina Strömner, dotter till bergsrådet Anders Strömner och Brita Grönling.